# Laeticorticium
Laeticorticium is een monotypisch geslacht van schimmels behorend tot de familie Corticiaceae. Het bevat alleen Laeticorticium odontoides